# Козловський Олег Анатолійович
Олег Анатолійович Козловський (нар. 23 квітня 1967, м. Біла Церква, Київська область, УРСР, СРСР) — генерал-майор, активний учасник АТО з початку загострення конфлікту на Донбасі. Один з організаторів процесу обміну полонених у зоні проведення АТО, перемовник. Начальник Управління СБУ в Луганський області з березня 2015 року по квітень 2018 року. З вересня 2018 року очолює Департамент оперативної підтримки Національної поліції при Міністерстві внутрішніх справ України.

## Життєпис
Народився 23 квітня 1967 року в місті Біла Церква Київської області. У 1992 році закінчив Історичний факультет Київського педагогічного інституту імені М.П. Драгоманова.
З 1993 — служба у СБУ на оперативних та керівних посадах.
2006—2009 — керував управлінням внутрішньої безпеки СБУ.
2009—2010 — заступник керівника апарату Урядового уповноваженого з питань антикорупційної політики.
2014 — перебуваючи на пенсії (з 2010 р.), пішов добровольцем в зону проведення АТО. 
З липня 2014 — офіцер з особових доручень СБУ у зоні проведення АТО.
З серпня 2014 — займався питанням обміну полонених.
З березня 2015 і до моменту трансформації АТО в ООС (2018) — начальник Управління СБУ в Луганській області.
З вересня 2018 — Начальник Департаменту оперативної підтримки Національної поліції України.
З січня 2019 — Заступник голови Національної поліції України  — начальник Департаменту оперативної підтримки.

## Обмін полоненими
Олег Козловський з групою добровольців, у період загострення конфлікту на Сході України (2014) займався питанням обміну полонених. Перші обміни полонених проходили за участі Олега Козловського. За 2014—2017 рік вдалося звільнити з полону понад 3 тисячі українських заручників. Після організації першої, але досить результативної системи звільнення заручників з 2014 року, процес був переданий (2016) уповноваженим групам з питань обміну полонених. Перебуваючи у зоні проведення АТО Олег Козловський продовжував взаємодіяти з уповноваженими українськими фахівцями з питання обміну полонених.

## УСБУ Луганської області
24 березня 2015 року Олег Козловський указом Президента України призначений Начальником Управління Служби безпеки України в Луганський області.
З 2015 року Управлінням СБУ Луганської області були проведені успішні спецоперації з виявлення та запобігання терористичним актам на території регіону. Проведено численні антидиверсійні заходи.
З 2015 по 2017 рік Управлінням СБУ Луганської області були розкриті злочини, скоєні з моменту загострення конфлікту (з 2014). Вдалося виявити та ліквідувати агентурні мережі терористів і мережі їх інформаторів. За даний період співробітниками управління було зафіксовано понад 50 спроб вербування українських заробітчан російськими спецслужбами і виявлено понад 30 найбільших схронів зброї, боєприпасів і спецзасобів для збору конфіденційної інформації.
У зазначений період Управлінням СБУ Луганської області, спільно з регіональними органами МВС і ЗСУ, було затримано понад 150 бойовиків, найманців, диверсантів, развідників, інформаторів і ліквідовані несанкціоновані канали зв'язку.
Налагоджена взаємодія Управління СБУ Луганської області з обласними органами внутрішній справ і ЗСУ, у період перебування Олега Козловського на посаді начальника управління, стабілізувало ситуацію на підконтрольній території Луганської області і не дати агресору просунутися далі.

## Боротьба з корупцією
З 2015 року Управлінням СБУ Луганської області, очолюваним Олегом Козловським, проводилася активна робота по боротьбі з корупцією у зоні проведення АТО. В ході антикорупційної діяльності управління, були виявлені численні фінансові «оборудки», щодо розтрати, розкрадання і привласнення державних (бюджетних) коштів. Розкрито фінансові афери місцевих чиновників з податками, земельними ресурсами, службовими квартирами, незаконним оформленням документів, неправомірними соціальними виплатами населенню та ін. Нейтралізовані угруповання, що фінансують терористів за рахунок державних коштів.
У 2016 році Управлінню СБУ Луганської області вдалося запобігти спробі отримання 26 млн гривень державних коштів організацією з так званої ЛНР, виявлено розкрадання грошових коштів вугільних держпідприємств і попереджено розкрадання вугілля на 2 млн гривень.
За період 2015—2018 рр. співробітниками управління при взаємодії з іншими представниками правоохороннихх органів було виявлено близько 30 випадків і спроб отримання/дачі хабарів серед посадових осіб державний органів.

В інтерв'ю Укрінформу (23.03.2017) Олег Козловський пояснив важливість боротьби з корупцією у період проведення антитерористичної операції на Сході України:
«…В сьогоднішніх умовах на боротьбу з корупцією ми також дивимось з позицій протистояння гібридній агресії. Корупціонери — це слабка ланка в державному апараті. Це люди, котрі за гроші готові на будь що, у тому числі і на зраду.»

## Боротьба з контрабандою
З початку конфлікту на Донбасі Службою безпеки України були зафіксовані спроби і випадки вивозу незаконних, заборонених вантажів (товарів) на непідконтрольні території. У період 2015—2018 років керівництвом Управління СБУ Луганської області були організовані і проведені заходи по виявленню і боротьбі з контрабандою у регіоні. За цей період співробітникам управління удалось ліквідувати різні канали контрабанди заборонених засобів (наркотиків, стероїдів, медичних препаратів, фальсифікованого алкоголю та ін.).
У ході заходів по боротьбі з контрабандою (2015—2018) були затримані незаконні вантажі дизельного палива, технічних засобів, сільськогосподарської продукції та інших (продовольчих) товарів, з метою їх несанкціонованого вивезення на тимчасово окуповані території.

## МВС
У серпні 2018 року при МВС України був створений Департамент оперативной підтримки Національної поліції, основною функцією якого є виявлення прихованих злочинних процесів і явищ, які посягають на публічну безпеку і правопорядок, а також координація у взаємодії з цього напрямку як з підрозділами Національної поліції, так і інших органів виконавчої влади. У вересні (2018) наказом Міністра внутрішній справ України Олег Козловський був призначений на посаду начальника Департаменту оперативной підтримки Національної поліції. На підсумковій колегії МВС України (28.01.2019) за поданням Князєва С. Н., начальника Департаменту оперативної підтримки Козловського О. А. призначено на посаду заступника голови Національної поліції України — начальника Департаменту оперативної підтримки.
Організувавши роботу нового підрозділу, органам Національної поліції України вдалося виявити і запобігти численним порушенням виборчого процесу на черговий виборах Президента України (2019). Ефективно організована та злагоджена робота органів Національної поліції України та МВС дозволила забезпечити чесні результати голосування та легітимні вибори в цілому, у тому числі, на позачергових парламентських виборах (2019)  [Архівовано 3 Липня 2019 у Wayback Machine.].